# Ситуация «тикающей бомбы»
Ситуация «тикающей бомбы» — гипотетическая ситуация, при которой правоохранительным органам известно о террористическом акте, который неминуемо должен произойти, и только получение соответствующей информации от задержанного способно предотвратить гибель людей. При этом возникает моральная дилемма по поводу того, возможно ли в такой чрезвычайной ситуации применить к задержанному пытку, чтобы получить от него эту информацию.

## История вопроса
Об аналогичной моральной диллеме писал ещё философ Иеримия Бентам в 1804 году.
Утверждается, что ситуация, аналогичная ситуации «тикающей бомбы», имела место в Австралии. У женщины угнали автомобиль, когда она на заправке вышла из него. При этом на заднем сидении угнанного автомобиля остался её трехлетний больной сын. Мать обратилась в полицию, где ей сказали, что угонщик, скорее всего, бросит машину, когда заметит мальчика. Так и случилось. Но когда угонщика задержали (после того как его запечатлели камеры слежения, его поймали на вокзале, когда он пытался покинуть город), он отказался признаться, что угнал автомобиль, и указать место, где он его бросил. При жарком австралийском лете машина с выключенным кондиционером раскаляется за считанные минуты, поэтому и получаса было достаточно, чтобы мальчик если и не умер, то получил бы необратимые повреждения мозга. Но попытки убедить или запугать преступника не дали результата, и тогда полицейские стали его избивать. В результате он сказал, где он бросил автомобиль, и мальчика нашли вовремя.
Но особое внимание этот вопрос привлёк после террористических актов 11 сентября 2001 года. Вскоре после них американский адвокат и правовед Алан Дершовиц выступил с идеей легализации пыток в исключительных и строго определённых законом случаях. Он предлагал ввести для этой цели специальные «ордера на пытку», которые выдавались бы судом после рассмотрения подробного и мотивированного запроса, подобно ордерам на арест или обыск.
При рассмотрении книги Алана Дершовица «Почему терроризм работает: понимание этой угрозы, ответ на вызов», правовед, бывший судья Ричард Познер писал в сентябре 2002 года, что если пытки являются единственным средством получения информации, необходимой для предотвращения взрыва ядерной бомбы на Таймс-сквер, то пытки должны быть использованы и будут использоваться для получения информации, а «каждый, кто сомневается, что это так, не должен занимать ответственный пост».
В 2003 году журналист Марк Боуден писал:

Позиция администрации Буша в этом вопросе — совершенно правильная. Откровенность и последовательность не всегда являются гражданскими добродетелями. Пытки — преступления против человечества, но принуждение — это проблема, которую правильнее трактовать с подмигиванием или даже с дозой лицемерия, оно должно быть запрещено, но его следует втихомолку практиковать. Те, кто протестует против принуждения, будут преувеличивать его ужасы, и это неплохо — это порождает полезную атмосферу страха. Со стороны президента мудро подчеркивать поддержку США международным соглашениям о запрещении пыток, а со стороны американских следователей мудро применять действенные принудительные методы. И весьма умно ни с кем эти вопросы не обсуждать.
Если следователи переступят границу между принуждением и пыткой, они должны нести личную ответственность. Но никакой следователь никогда не пойдет под суд за то, что он будет допрашивать Халида Шейха Мохаммеда, лишая его сна, в холоде, в одиночестве и неудобствах. И так оно и должно быть.

Сотрудники ЦРУ, применявшие «расширенные методы допроса», оправдывали свои действия тем, что после событий 11 сентября 2001 года страх перед новыми терактами был очень велик, поэтому времени на «более мягкие методы допроса» не было. Главным, по их мнению, было получить информацию быстро, а то, насколько она достоверна, можно было проверить уже позже.

## Аргументы за применение пытки
Сторонники морального релятивизма видят в гипотезе тикающей бомбы доказательство отсутствия абсолютного морального запрета на пытку. Они рассматривают её как одну из форм защиты, которая ничем не отличается от других форм защиты (убийство на войне, убийство полицейским вооружённого преступника, смертная казнь). Различие между пыткой и другими формами защитного насилия, по их мнению, заключается лишь в степени, но не в сущности. Они считают, что моральный абсолютизм должен быть отвергнут, поскольку не учитывает особенностей практической ситуации применения норм. Они полагают, что критерием моральной оправданности пытки выступает концепция «меньшего зла» — пытка допустима в тех случаях, когда последствия отказа от её применения будут гораздо хуже её применения (большее количество жертв).
Шеймос Миллер, допуская разовое применение пыток в исключительных случаях, затем задается следующим вопросом

Что следует предпринять по отношению к армейскому офицеру, полицейскому или другим государственным служащим, которые пытают террориста, если — после спасения города — их преступление раскрыто? Совершенно очевидно, что данный государственный служащий должен предстать перед судом, его следует осудить, а если его вина доказана, то приговорить за преступление по обвинению в совершении пытки… Более того, он (или она) должны подать в отставку или быть уволены с должности; общественные институты не могут терпеть в своих рядах тех, кто совершает серьёзные преступления.

Примерно то же самое говорил американский философ Генри Шу в своей статье «Пытка», опубликованной в 1978 году:

Акт пытки должен оставаться нелегальным, так чтобы каждый, кто искренне верит в необходимость такого действия как наименьшего необходимого зла, поставил бы себя в положение, которое требует оправдания его (или её) действий ради своей защиты перед правосудием. Палач должен быть примерно в том же положении, что и человек, который совершил акт гражданского неповиновения. Каждый, кто думает, что применение пытки оправданно, не должен иметь другой альтернативы, кроме как пытаться публично убедить других, что все необходимые условия для морально оправданных действий были исчерпаны.

## Аргументы против применения пытки
Пункт 2 статьи 2 Конвенции против пыток и других жестоких, бесчеловечных или унижающих достоинство видов обращения и наказания предусматривает:

Никакие исключительные обстоятельства, какими бы они ни были, будь то состояние войны или угроза войны, внутренняя политическая нестабильность или любое другое чрезвычайное положение, не могут служить оправданием пыток.

Американский правовед Дэвид Коул сказал:

Прежде всего, «тикающая бомба» — это гипотетическая ситуация. В реальной жизни я считаю её маловероятной — когда точно известно, что бомба уже тикает, когда мы знаем, что необходимыми сведениями обладает именно этот заключённый, когда мы уверены, что под пыткой он даст нам правдивые, а не ложные сведения. Как видим, при отсутствии хотя бы одного из этих элементов вся гипотеза разваливается. В реальности происходит нечто совсем другое: если вы ослабляете запрет на пытки, ленивый следователь начинает применять их в ситуациях весьма далеких от ситуации тикающей бомбы. Вы неизбежно получаете в итоге «Абу-Грейб». Поэтому правильный ответ — тот, к которому пришло мировое сообщество и под которым подписались Соединённые Штаты. А именно — что пытка не является законным методом допроса. Бывают ситуации, когда ради спасения людей необходимо нарушить закон — такая вероятность всегда существует и может быть юридически оправдана подобно тому, как оправдывают в суде убийцу в целях самообороны. Но мы не можем разрешить пытку как законное средство ни при каких обстоятельствах. Человек, пытающий другого, должен знать, что совершает преступление.

М. Бэрон также считает, что гипотеза тикающей бомбы — это лишь фикция, а не описание реальной ситуации, поскольку в ней содержится целый ряд гипотетических утверждений, которые предлагается принять на веру: мы не знаем, действительно ли подозреваемый располагает информацией о месте нахождения бомбы; если даже это так, то не очевидно, что он не сможет противостоять пытке (учитывая моральную готовность террористов к самопожертвованию и смерти); даже если удастся заставить его говорить, то не обязательно информация будет правдивой. Кроме того он добавляет, что обычно существует много альтернативных вариантов действий для предотвращения угрозы без применения пытки (например, эвакуация людей, посадка самолёта, в котором может быть заложена бомба, обсуждение условий террористов для затягивания времени).
Применение пыток повышает вероятность того, что задержанные предоставят ложную или неточную информацию. Они часто говорят допрашивающим то, что те хотят услышать, лишь бы прекратились пытки. Бывший американский сотрудник по борьбе с терроризмом Марк Фэллон говорил:

Пытки дают искажённую информацию. Это не просто неэффективно — это непродуктивно. Такая искажённая информация ведет к неверным решениям и политике на самых высоких уровнях, и мы потеряли жизни по причине этих неверных решений.

Нина Холм Андерсен, допрашивавшая Андерса Брейвика, совершившего в 2011 году теракт в Норвегии, в результате которого погибло 77 человек, говорила что эмпатия, но не сочувствие, является ключом к допросу подозреваемых, особенно в случае сценария «тикающей бомбы», когда подозреваемый делает вид, что неизбежно будет ещё один теракт.
Профессор Джорджтаунского университета Дэвид Лубен говорит:

Тикающая бомба предоставляет картину, которая околдовывает нас. Настоящая же дилемма не между болью одного виновного человека и сотнями невинных жизней. Дилемма в другом: между несомненностью боли и вероятностью получения информации о чём-то важном и способствующем спасению жизней. А прежде всего, это вопрос о том, может ли ответственный человек, не моргнув глазом, помыслить о немыслимом и принять, что мораль пытки следует решать на сугубом суммировании цены и прибыли. Как только ты соглашаешься, что цифры важны, тогда что угодно, не важно сколь мерзко, становится возможным.

Философ Генри Шу писал, что основная мысль сторонников допустимости пыток состоит в сопоставлении пытки с убийством. Они говорят, что, поскольку убийство в некоторых случаях, например, на войне, является оправданным, то и в случае пытки — если обстоятельства схожи с войной — аналогичное разрешение можно дать. Ошибка таких размышлений, говорит Шу, заключается в предположении, что причинённый вред рассматривается как единственное возражение против пытки. На самом же деле, вполне возможно, что некоторые оправдания «большего вреда» вовсе неприложимы к «меньшему вреду». Прежде всего, на войне убивают вооружённого врага, а пытают всегда беззащитного заключённого (пленника). Если мы считаем, что иногда пытка позволительна, то необходимо поставить пытаемого в такую ситуацию, в которой он не был бы совершенно беззащитен, то есть обладал бы определённой свободой действия. Минимальным должно быть условие, что если жертва подчиняется и, к примеру, выдает требуемую информацию, то пытка прекращается. Но может быть так, что пытаемому нечего рассказать, а допрашивающие убеждены (или подозревают), что это не так, и продолжают пытку. Пытаемый также может быть абсолютно предан своей стороне, и для него «предать своих» — это не менее ужасный выбор, чем претерпеть страшные мучения. Именно поэтому пытка не имеет никакого оправдания.
Дэниел Хилл предлагает различать позитивные и негативные моральные обязанности. Например, когда полицейский противостоит террористу, который собирается нажать кнопку бомбы и удерживать её в таком состоянии (если это необходимое условие для совершения взрыва), и стреляет ему в ногу, причиняя ему боль и заставляя его отнять руку от кнопки, то действия полицейского оправданны, поскольку террорист должен был воздержаться от совершения взрыва (негативная обязанность). Но если террорист уже нажал кнопку, которая должна «залипнуть» и оставаться в таком положении десять секунд, чтобы произошел взрыв, а полицейский стреляет ему в ногу, требуя отжать кнопку и предотвратить взрыв (например, если это может сделать только человек с отпечатками пальцев террориста), то в такой ситуации, по мнению Хилла, полицейский не имеет морального права причинять боль.

## В культуре
Ситуация «тикающей бомбы» изображается в телесериале 24 часа, в фильмах Грязный Гарри, Осада, Немыслимое, Иностранец.